# Cantonul Montigny-sur-Aube
Cantonul Montigny-sur-Aube este un canton din arondismentul Montbard, departamentul Côte-d'Or, regiunea Burgundia, Franța.

## Comune
| Comune               | Populație (1999) | Cod poștal | Cod INSEE |
| -------------------- | ---------------- | ---------- | --------- |
| Autricourt           | 133              | 21570      | 21034     |
| Belan-sur-Ource      | 293              | 21570      | 21058     |
| Bissey-la-Côte       | 120              | 21520      | 21077     |
| Boudreville          | 76               | 21520      | 21090     |
| Brion-sur-Ource      | 223              | 21570      | 21109     |
| La Chaume            | 136              | 21520      | 21159     |
| Courban              | 147              | 21520      | 21202     |
| Gevrolles            | 170              | 21520      | 21296     |
| Les Goulles          | 12               | 21520      | 21303     |
| Grancey-sur-Ource    | 213              | 21570      | 21305     |
| Lignerolles          | 53               | 21520      | 21350     |
| Louesme              | 111              | 21520      | 21357     |
| Montigny-sur-Aube    | 343              | 21520      | 21432     |
| Riel-les-Eaux        | 96               | 21570      | 21524     |
| Thoires              | 85               | 21570      | 21628     |
| Veuxhaulles-sur-Aube | 259              | 21520      | 21674     |